# Olchówka (województwo podlaskie)
Olchówka (wymowa miejscowa Alichouka − z akcentem na środkową sylabę) – wieś w Polsce, położona w województwie podlaskim, w powiecie hajnowskim, w gminie Narewka. 
W latach 1975–1998 wieś położona była w województwie białostockim.

## Integralne części wsi
| SIMC    | Nazwa   | Rodzaj     |
| ------- | ------- | ---------- |
| 0037061 | Zabrody | przysiółek |

## Historia
Według Powszechnego Spisu Ludności z 1921 roku Olchówka była wsią liczącą 38 domów i zamieszkaną przez 278 osób (132 kobiety i 146 mężczyzn). Większość mieszkańców miejscowości (276 osób) zadeklarowała wówczas wyznanie prawosławne, pozostali podali wyznanie rzymskokatolickie (2 osoby). Pod względem narodowościowym większość mieszkańców stanowili Białorusini (273 osoby), pozostali byli Polakami (5 osób). W okresie międzywojennym miejscowość znajdowała się w gminie Masiewo.
30 lipca 1941, w ramach akcji tzw. „oczyszczania Puszczy Białowieskiej” inspirowanej przez Hermanna Göringa, hitlerowcy wysiedlili mieszkańców Olchówki, a wieś zrównali z ziemią. W czasie pacyfikacji wsi 5 osób poniosło śmierć. 500 mieszkańców wywieziono na roboty przymusowe.

## Inne
Wieś położona jest na skraju Puszczy Białowieskiej, przy drodze z Narewki do Masiewa. Na łąkach otaczających wieś można zimą spotkać żubry, które z puszczy wychodzą w celu poszukiwana pokarmu − siana w stogach i brogach (brogi − wiaty do składowania siana na łąkach). Ludność wsi w większości emeryci – zajmuje się rolnictwem i pracą w lesie. We wsi działa warsztat drzewny.
Do dziś miejscowość zamieszkuje społeczność polskich Białorusinów.
Prawosławni mieszkańcy wsi przynależą do parafii pw. św. Mikołaja Cudotwórcy w pobliskiej Narewce, a wierni kościoła rzymskokatolickiego do parafii św. Jana Chrzciciela w Narewce.